# Юго-Западное викариатство
Юго-Западное викариатство — викариатство Московской епархии Русской православной церкви, объединяющее благочиния в Юго-Западном административном округе города Москвы. Включает в себя два благочиния — Андреевское и Параскево-Пятницкое.
Образовано 27 декабря 2011 года решением Священного Синода.

## Управляющие викариатством
- Иринарх (Грезин) (31 декабря 2011 — 16 марта 2013), епископ Красногорский
- Феофилакт (Моисеев) (16 марта 2013 — 27 ноября 2021), епископ Дмитровский
- Пантелеимон (Шатов) (27 ноября 2021 — 3 сентября 2024), епископ Верейский
- Фома (Мосолов) (3 сентября 2024 — 15 февраля 2025), архиепископ Одинцовский и Красногорский
- Алексий (Туриков) (с 15 февраля 2025), епископ Раменский

## Андреевское благочиние
Объединяет храмы в районах Гагаринский, Академический, Котловка, Ломоносовский, Черёмушки, Обручевский, Коньково и Зюзино.
Благочинный — протоиерей Николай Карасев, настоятель храма Живоначальной Троицы в Старых Черёмушках.

## Параскево-Пятницкое благочиние
Объединяет храмы в районах Северное Бутово, Южное Бутово, Тёплый Стан, Ясенево.
Благочинный — протоиерей Анатолий Кожа, настоятель храма Параскевы Пятницы в Качалове.